# الفاتح علي حسنين
الفاتح علي حسنين (1946م - 19 أغسطس 2024م)، هو عالم دين وداعية وسياسي وكاتب ومترجم وطبيب سوداني. لعب دورا إسلاميا مهما في شرق أوروبا، حيث إنه عمل مستشارا للرئيس البوسني علي عزت بيغوفيتش في التسعينيات من القرن العشرين، ولفت إليه الانتباه عندما قرر الرئيس التركي رجب طيب أردوغان زيارته في بيته بالخرطوم في كانون الأول/ ديسمبر 2017م، ودعاه للانتقال إلى تركيا. ومن نشاطه الدعوي طبعه معاني القرآن الكريم باللغات البوسنية والألبانية والبلغارية والتشيكية والرومانية، كما عمل على ترجمة الكثير من الكتب الإسلامية إلى عدد من لغات أوروبا الشرقية، وأصدر مجلة "الشاهدة" التي عنيت بأخبار الأقليات الإسلامية هناك.
ولد الفاتح علي حسنين عام 1946م في مدينة كركوج بولاية سنار بالجنوب الشرقي السوداني، وتخرج في كلية الطب بجامعة بلغراد، وحصل على دبلوم الأمراض الباطنية من جامعة فيينا الطبية بالنمسا.

## وفاته
أعلنت أسرة الطبيب والداعية السوداني الفاتح علي حسنين رحيله فجر يوم الاثنين 19 اغسطس 2024 في إسطنبول التركية بعد معاناة مع المرض. وقال نجله محمد الفاتح إن والده أُدخل العناية المركزة قبل أكثر من أسبوعين في أحد مستشفيات إسطنبول بعد معاناة من آثار التهاب رئوي حاد. ودُفن الشيخ يوم الثلاثاء في مقبرة أبي أيوب الأنصاري وصلى عليه طائفة من علماء العالم الإسلامي.

## وصلات خارجية
- الجزيرة سيرة الفاتح علي حسنين